# Warwick (Massachusetts)
Warwick – miasto w Stanach Zjednoczonych, w stanie Massachusetts, w hrabstwie Franklin.